# Bitwa pod Osan
Bitwa pod Osan – starcie zbrojne stoczone podczas wojny koreańskiej 5 lipca 1950 roku. Pierwsze bezpośrednie starcie pomiędzy Koreańczykami z Północy a Amerykanami.

## Tło
Zadaniem oddziału amerykańskiej piechoty i wsparcia artyleryjskiego było przejście do Osan i walka pod naciskiem sił północnokoreańskich do czasu transportu na półwysep większych sił USA. 

## Bitwa
W wynikłej bitwie siły amerykańskie (grupa operacyjna „Smith”) nie były w stanie oprzeć się radzieckim czołgom T-34. Kolumna czołgów przeszła przez linię obrony i skierowała się w stronę Osan. Za czołgami uderzyła pięciotysięczna grupa Koreańczyków. Wobec przewagi liczebnej Koreańczyków Amerykanie wycofali się na linię obronną na południe od miasta.